# Magnes (singel)
Magnes – drugi singel z albumu Magnes Reni Jusis. Autorami piosenki są Reni Jusis i Mic Microphone. Singel został wydany drugi raz w 2006 w Magnes Special Edition. W sprzedaży jest również wersja winylowa singla zawierająca remiksy piosenki.

## Teledysk
Reżyserem teledysku do utworu Magnes jest Anna Maliszewska, która pracowała z Reni również przy klipie do Ostatni Raz. Zdjęcia do klipu odbyły się 7-8 kwietnia 2006 w Warszawie na lotnisku Bemowo. W teledysku Reni oraz jej były partner Maciej Zieliński wykonują skok ze spadochronu, a przy tym różne akrobacje.

## Lista utworów
1. "Magnes (radio edit)" - 3:47
2. "Magnes (Tundra & Tayga latin house mix)" - 6:57
3. "Magnes (Happy Hour People rmx)" - 5:03
4. "Magnes (Mic Microphone deep base mix)" - 6:39
5. "Magnes (Nasq remix)" - 5:33
6. "Magnes (extended version)" - 5:46